# Felipe dos Santos
Felipe Vinícius dos Santos (* 30. Juli 1994 in São Paulo) ist ein brasilianischer Leichtathlet, der sich auf den Zehnkampf spezialisiert hat. 2021 wurde er Vizesüdamerikameister.

## Sportliche Laufbahn
Felipe dos Santos sammelte 2011 erste internationale Wettkampferfahrung im Mehrkampf. Er qualifizierte sich für den bei den U18-Weltmeisterschaften in Lille ausgetragenen Achtkampf. Nach Ablauf des Wettkampfes gewann er mit einer Punktzahl von 5966 die Bronzemedaille. 2012 siegte er im Zehnkampf bei den Brasilianischen U20-Meisterschaften und qualifizierte sich zudem für die U20-Weltmeisterschaften in Barcelona. Dort erreichte er eine neue Bestpunktzahl von 7280 und belegte damit den elften Platz. 2013 ging er im August in Kolumbien bei den U20-Panamerikameisterschaften an den Start. Dabei gelang es ihm sich erneut bis auf 7762 Punkte zu steigern, mit denen er die Goldmedaille gewinnen konnte. 2014 nahm dos Santos erstmals an Mehrkämpfen außerhalb von Südamerika teil. Er bestritt die Hallensaison in Europa, wobei er in Tallinn mit 5765 Punkten eine persönliche Bestleistung im Siebenkampf aufstellte. Im Laufe der Saison nahm er auch am Mehrkampf-Meeting Götzis und im tschechischen Kladno teil. In letzterem Wettkampf lag er nach dem ersten Tag auf Kurs in Richtung 8000-Punkte-Marke, musste sich schließlich allerdings mit 7652 Punkten und dem siebten Platz begnügen. Eine neue Bestleistung stellte er schließlich wieder in der Heimat auf, nachdem er bei seinem ersten Gewinn bei den Brasilianischen Meisterschaften den Zehnkampf mit 7952 Punkten absolvierte.
2015 wurde dos Santos Brasilianischer Vizemeister. Im Juli trat er in Toronto bei den Panamerikanischen Spielen an. Dabei gelang es ihm erstmals mehr als 8000 Punkte in einem Zehnkampf zu erzielen. Mit der Punktzahl von 8019 verpasste er in der Endabrechnung als Vierter nur knapp die Medaillenränge. Dennoch war er damit auch für die Weltmeisterschaften in Peking qualifiziert. Den Wettkampf dort musste er nach der achten Disziplin, dem Stabhochsprung, abbrechen. 2016 gewann er erneut Silber bei den Brasilianischen Meisterschaften. 2018 trat dos Santos in Bolivien zum ersten Mal bei den Südamerikaspielen an. Zunächst im Zehnkampf, bei dem er mit 7739 Punkten die Bronzemedaille gewann. Einen Tag später bestritt er, zusammen mit seinen Teamkollegen, das Finale der 4-mal-100-Meter-Staffel und fügte eine weitere Bronzemedaille hinzu. 2020 stellte dos Santos bei seinem zweiten Titelgewinn bei den Brasilianischen Meisterschaften mit 8364 Punkten eine neue persönliche Bestleistung auf, kletterte damit auf den vierten Platz der lateinamerikanischen Allzeit-Bestenliste und qualifizierte sich für die Olympischen Sommerspiele in Tokio. Ende Mai gewann er die Silbermedaille bei den Südamerikameisterschaften in Guayaquil.
In Tokio trat dos Santos Anfang August im Zehnkampf an und belegte nach den beiden Wettkampftagen mit 7880 Punkten den 18. Platz. Im Februar 2022 bestritt er bei den Hallensüdamerikameisterschaften in Bolivien seinen überhaupt erst zweiten Hallenwettkampf seit 2014. Mit neuer Bestpunktzahl von 5799 konnte er die Goldmedaille gewinnen.

## Wichtige Wettbewerbe
| Jahr                  | Veranstaltung                   | Ort                   | Platz                 | Disziplin             | Punktzahl / Zeit      |
| Startet für Brasilien | Startet für Brasilien           | Startet für Brasilien | Startet für Brasilien | Startet für Brasilien | Startet für Brasilien |
| --------------------- | ------------------------------- | --------------------- | --------------------- | --------------------- | --------------------- |
| 2011                  | U18-Weltmeisterschaften         | Lille                 | 3.                    | Achtkampf             | 5966 Punkte           |
| 2012                  | U20-Weltmeisterschaften         | Barcelona             | 11.                   | Zehnkampf             | 7280 Punkte           |
| 2013                  | U20-Panamerikameisterschaften   | Medellín              | 1.                    | Zehnkampf             | 7762 Punkte           |
| 2015                  | Panamerikanische Spiele         | Toronto               | 4.                    | Zehnkampf             | 8019 Punkte           |
| 2015                  | Weltmeisterschaften             | Peking                |                       | Zehnkampf             | DNF                   |
| 2018                  | Südamerikaspiele                | Cochabamba            | 3.                    | Zehnkampf             | 7739 Punkte           |
| 2018                  | Südamerikaspiele                | Cochabamba            | 3.                    | 4 × 100 m             | 39,54 s               |
| 2021                  | Südamerikameisterschaften       | Guayaquil             | 2.                    | Zehnkampf             | 7960 Punkte           |
| 2021                  | Olympische Sommerspiele         | Tokio                 | 18.                   | Zehnkampf             | 7880 Punkte           |
| 2022                  | Hallensüdamerikameisterschaften | Cochabamba            | 1.                    | Siebenkampf           | 5799 Punkte           |

## Persönliche Bestleistungen
Freiluft
- 100 Meter: 10,37 s, 22. Juli 2015, Toronto
- Weitsprung: 7,64 m, 11. Dezember 2020, São Paulo
- Kugelstoßen: 14,22 m, 22. Juli 2015, Toronto
- Hochsprung: 2,07 m, 11. Dezember 2020, São Paulo
- 400 m: 47,73 s, 10. Oktober 2014, São Paulo
- 110 m Hürden: 13,82 s, 6. Februar 2022, Bragança Paulista
- Diskuswurf: 43,67 m, 13. Juni 2021, São Paulo
- Stabhochsprung: 5,00 m, 23. Juni 2022, Rio de Janeiro
- Speerwurf: 59,82 m, 12. Dezember 2020, São Paulo
- 1500 m: 4:39,82 min, 30. März 2013, São Paulo
- Zehnkampf: 8364 Punkte, 12. Dezember 2020, São Paulo

Halle
- 60 m: 6,75 m, 19. Februar 2022, Cochabamba
- Weitsprung: 7,44 m, 7. Februar 2014, Tallinn
- Kugelstoßen: 14,08 m, 15. Februar 2014, Bratislava
- Hochsprung: 2,01 m, 7. Februar 2014, Tallinn
- 60 m Hürden: 7,78 s, 20. Februar 2022, Cochabamba
- Stabhochsprung: 5,10 m, 18. November 2020, Bragança Paulista
- 1000 m: 2:50,02 min, 8. Februar 2014, Tallinn
- Siebenkampf: 5799 Punkte, 20. Februar 2022, Cochabamba